# واکر ۱۲۸۶۱
سیارک ۱۲۸۶۱ (به انگلیسی: 12861 Wacker، نامگذاری:1998KW33) دوازده هزار و هشتصد و شصت و یکمین سیارک کشف شده‌است که در ۲۲ مه ۱۹۹۸ کشف شد.
قدر مطلق سیارک برابر ۱۴.۱ است.